# Saint-Étienne-la-Varenne
Saint-Étienne-la-Varenne é uma comuna francesa na região administrativa de Auvérnia-Ródano-Alpes, no departamento de Ródano. Estende-se por uma área de 6,96 km². Em 2010 a comuna tinha 760 habitantes (densidade: 109,2 hab./km²).